# Селяхи (Томашовский сельсовет)
Селяхи́ (бел. Селяхі) — деревня в Брестском районе Брестской области Белоруссии, в 61,5 км по автодорогам к югу от Бреста. Входит в состав Томашовского сельсовета, находясь в 5 км к северу от Томашовки. Неподалёку находится остановочный пункт Селяхи железнодорожной линии Брест — Влодава.

## История
В XIX веке — деревня в Брестском уезде Гродненской губернии. Упоминается в 1809 году в списке деревень Приборовского церковного прихода. Входила в состав имения Приборово, которым в 1870 году владел граф Замойский. В июле 1862 года состоялись крестьянские волнения.
В 1876 году — 48 дворов, православная часовня, церковно-приходская школа. В 1890 году крестьяне Селяховского сельского общества имели 149 десятин земли. В 1897 году — 30 дворов, хлебозапасный магазин, часовня. В 1905 году — деревня Приборовской волости Брестского уезда.
После Рижского мирного договора 1921 года — в составе гмины Приборово Брестского повята Полесского воеводства Польши, 30 дворов.
С 1939 года — в составе БССР. В 1940 году 90 дворов. В июне 1949 года образован колхоз имени А. С. Пушкина, в который было включено 30 хозяйств из 36. Позже вошёл в состав колхоза имени Гагарина, затем имени Дзержинского.